# Scarpa d'oro 2006

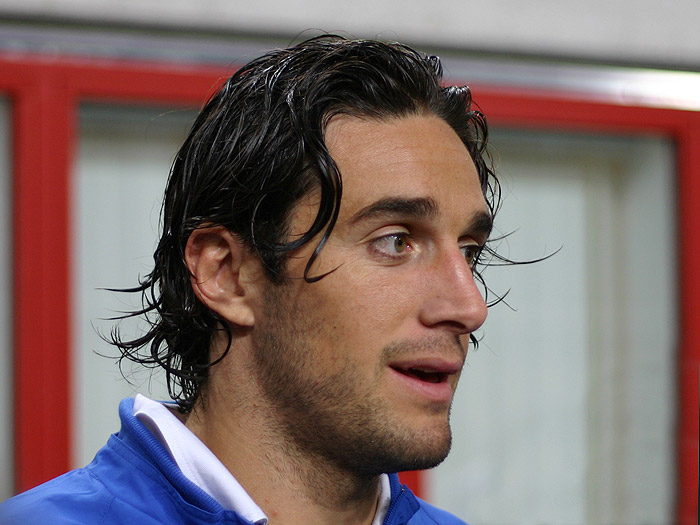
Luca Toni, Scarpa d'oro 2006.

La Scarpa d'oro 2006 è il riconoscimento calcistico che è stato assegnato al miglior marcatore assoluto in Europa tenendo presente le marcature segnate nel rispettivo campionato nazionale per il valore del coefficiente UEFA nella stagione 2005-2006. Il vincitore del premio è stato Luca Toni, con 31 reti nella Serie A.

## Classifica finale
| Pos | Campionato              | Nome                 | Squadra               | Gol   | C-UEFA | Pti  |
| --- | ----------------------- | -------------------- | --------------------- | ----- | ------ | ---- |
| 1   | Serie A                 | Luca Toni            | Fiorentina            | 31    | x2     | 62   |
| 2   | Premier League          | Thierry Henry        | Arsenal               | 27    | x2     | 54   |
| 3   | Liga                    | Samuel Eto'o         | Barcellona            | 26    | x2     | 52   |
| 4   | Bundesliga              | Miroslav Klose       | Werder Brema          | 25    | x2     | 50   |
| 4   | Liga                    | David Villa          | Valencia              | 25    | x2     | 50   |
| 6   | Eredivisie              | Klaas Jan Huntelaar  | Heerenveen Ajax       | 17 16 | x1,5   | 49,5 |
| 7   | Scottish Premier League | Kris Boyd            | Kilmarnock Rangers    | 15 17 | x1,5   | 48   |
| 8   | Serie A                 | David Trezeguet      | Juventus              | 23    | x2     | 46   |
| 9   | Serie A                 | David Suazo          | Cagliari              | 22    | x2     | 44   |
| 10  | Premier League          | Ruud van Nistelrooij | Manchester Utd        | 21    | x2     | 42   |
| 10  | Ligue 1                 | Pauleta              | Paris Saint-Germain   | 21    | x2     | 42   |
| 10  | Bundesliga              | Dimităr Berbatov     | Bayer Leverkusen      | 21    | x2     | 42   |
| 13  | Meistriliiga            | Tarmo Neemelo        | TVMK Tallinn          | 41    | x1     | 41   |
| 14  | Bundesliga              | Halil Altıntop       | Eintracht Francoforte | 20    | x2     | 40   |